# Hangar Y
Pour les articles homonymes, voir Hangar (homonymie).
Le hangar Y est un ancien hangar à dirigeables situé à Meudon, au sud-ouest de Paris. Il s’agit du premier hangar à dirigeables au monde, ainsi que de l’un des plus grands, et de l'un des seuls encore debout. Classé monument historique en 2000 et inscrit par la France sur sa liste indicative du patrimoine mondial de l’UNESCO, il est réhabilité et devient en 2023 un centre de tourisme d'affaires avec une dimension culturelle.

## Histoire

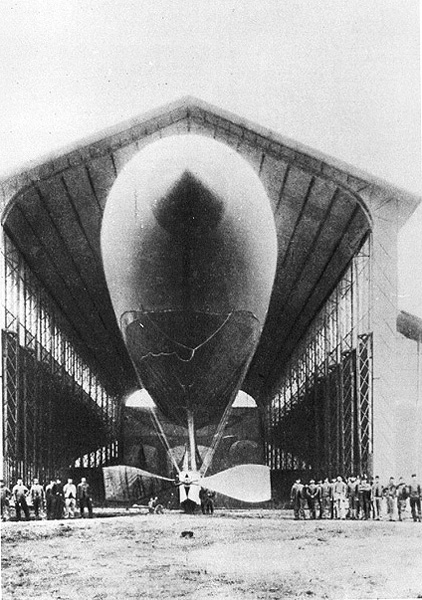
La France dans le hangar Y.

### Origines
Conçu par Henri de Dion, le bâtiment a été construit à Paris à l'occasion de l’Exposition universelle de 1878, pour servir de galerie des Machines. Il est ensuite entièrement démonté et remonté brique par brique en 1879 sur son site actuel de Meudon. Sa structure est alors surélevée pour lui permettre de recevoir un ballon dirigeable et des appentis latéraux lui sont ajoutés. Ses nouvelles dimensions sont de 70 mètres de long, 24 mètres de large et 23 mètres de haut.
Il doit son appellation à la parcelle où il a été reconstruit, référencée Y sur les plans militaires.
Le bâtiment se situe dans la grande perspective de Meudon, dessinée au XVIIe siècle par Le Nôtre, dans l’extension du château de Meudon.
En 1884, il héberge le dirigeable La France, le premier à réaliser un circuit fermé au-dessus de la forêt de Meudon et de Villacoublay. Ce dirigeable avait été mis au point par Charles Renard et Arthur Constantin Krebs.
À l'origine, le hangar n'avait pas de mur pignon d'un côté, afin de permettre le passage des dirigeables. Il en a été ajouté un par la suite.

### Abandon progressif

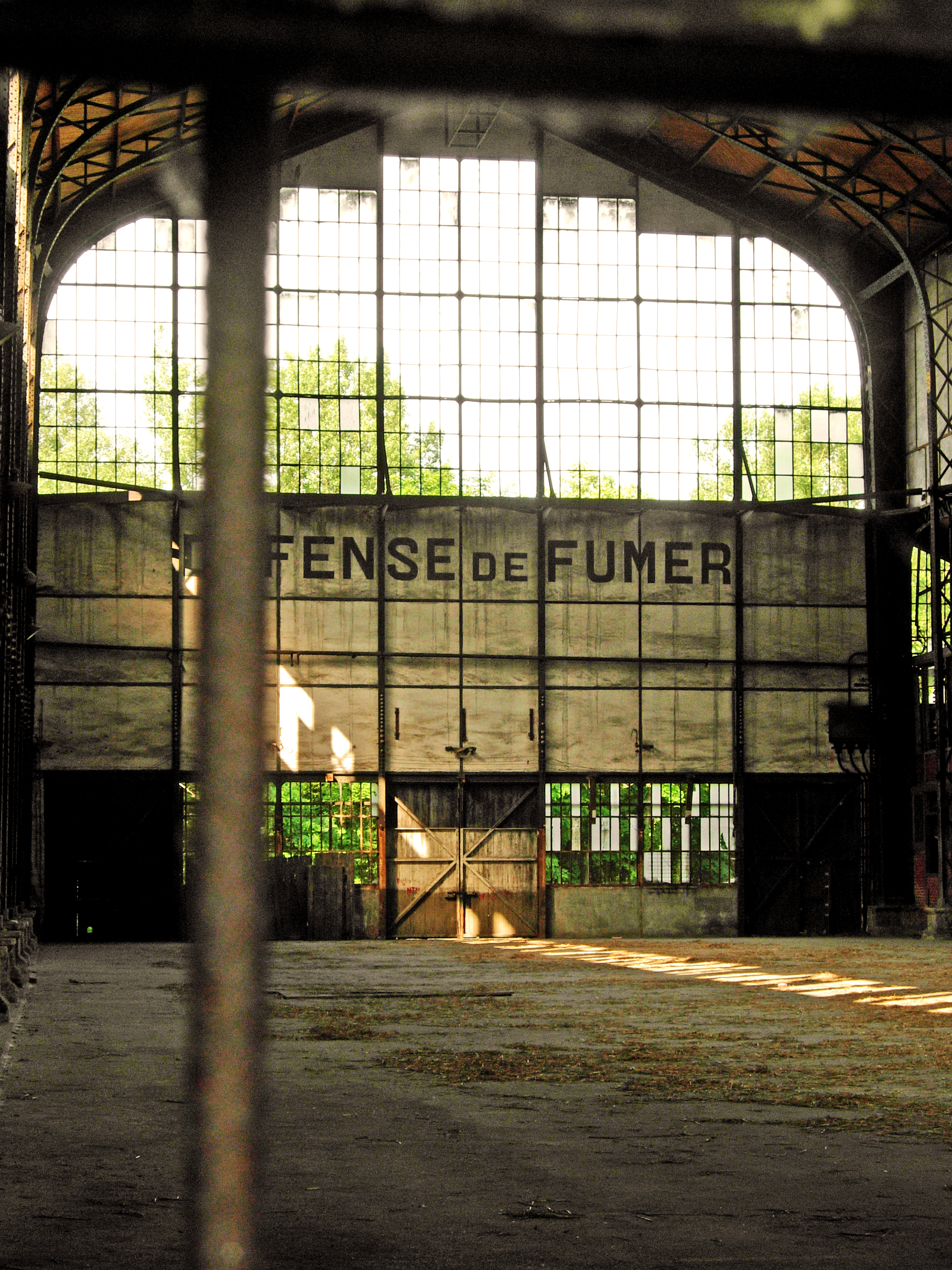
Intérieur en 2008.

De 1921 à 1973, le Hangar servit de réserve au musée de l'Air, avant que celui-ci ne déménage au Bourget.
En 1949, peu après la guerre, l'as français Pierre Clostermann fut invité par Charles Dollfus, conservateur du musée de l'Air, à visiter le hangar Y.
Marc Chagall y travaille en 1964 pour assembler les différentes parties du plafond de l'opéra Garnier,. La nef du hangar Y étant de 2 800 m2 de surface, elle pouvait accueillir les 13 panneaux du plafond. Le 7 août 1964, le plafond rejoint l’opéra Garnier : il est dévoilé au public le 23 septembre 1964.
Le hangar Y est classé au titre des monuments historiques depuis 2000.
Jean-Pierre Jeunet y a tourné des scènes d'Un long dimanche de fiançailles en 2003.
En 2007, le site est en piteux état avec ses vitres brisées du fait de la déformation des châssis. Il ne peut être exploité sans une sérieuse restauration. Celle-ci est financée dans le cadre du Plan de relance économique de la France de 2008-2009.

### Réhabilitation
En avril 2016, la Direction régionale des Affaires culturelles lance un appel à manifestation d'intérêt. Aucun appel à projets n'est lancé. En juillet 2016, la DRAC choisit Culture et Patrimoine, seul candidat. Le projet affiché par l'entreprise est de faire un lieu « à destination du grand public et du tourisme d’affaire de l’ouest parisien », tout en s'engageant à restaurer le monument historique et aménager le parc.
Le 30 octobre 2018, l'État signe pour la première fois en France un bail emphytéotique administratif de valorisation au bénéfice de la société HY Immobilier filiale à 100 % de CPO Immobilier, entreprise détenue à 73 % par Omnes Capital et 27 % par Culture et Patrimoine. Ce bail est conclu pour une durée de 35 ans.
Le loyer est composé d'une part fixe d'un montant s'élevant à 20 000 euros au cours des quatre premières années d'exécution du contrat, puis à 100 000 euros par an à compter de la 5e année, cette redevance fixe est assortie d'une redevance variable de 3,4 % par an sur la totalité du chiffre d'affaires réalisé par l'exploitation. Sous réserve de la bonne exécution du plan d'affaires, le montant des redevances devrait atteindre plus 16 millions d'euros sur la durée du bail. S'ajoutent à ces redevances l'engagement d'effectuer des travaux de restauration et d'aménagement d'un montant minimum de 10 millions d'euros dès l'entrée en vigueur du bail.
Cette attribution est contestée par l'opposition municipale et plusieurs associations au regard du faible loyer, de l'absence de concurrence effective, de la privatisation du site qui en résulte et des atteintes à l'environnement générées par les constructions. Une partie du site est en effet classée en Zone naturelle d'intérêt écologique, faunistique et floristique (ZNIEFF).
Des travaux sont réalisés, notamment la construction d'un restaurant en bordure de l'étang de Chalais.
Des soirées payantes et des concerts sont régulièrement organisés avant même l'ouverture officielle du site.
Le 21 mars 2023, l'entreprise gestionnaire ouvre officiellement les portes du Hangar Y au public. L'ouverture du site s'accompagne également de celle d'un parking de 200 places.

### Au cinéma
Le Hangar Y apparait dans plusieurs films :
- Un long dimanche de fiançailles (2004) : scène de l'hôpital de campagne[13];
- Drone (2024) : scène initiale du séminaire d'architecture[réf. nécessaire].

## Galerie

Le hangar avant restauration
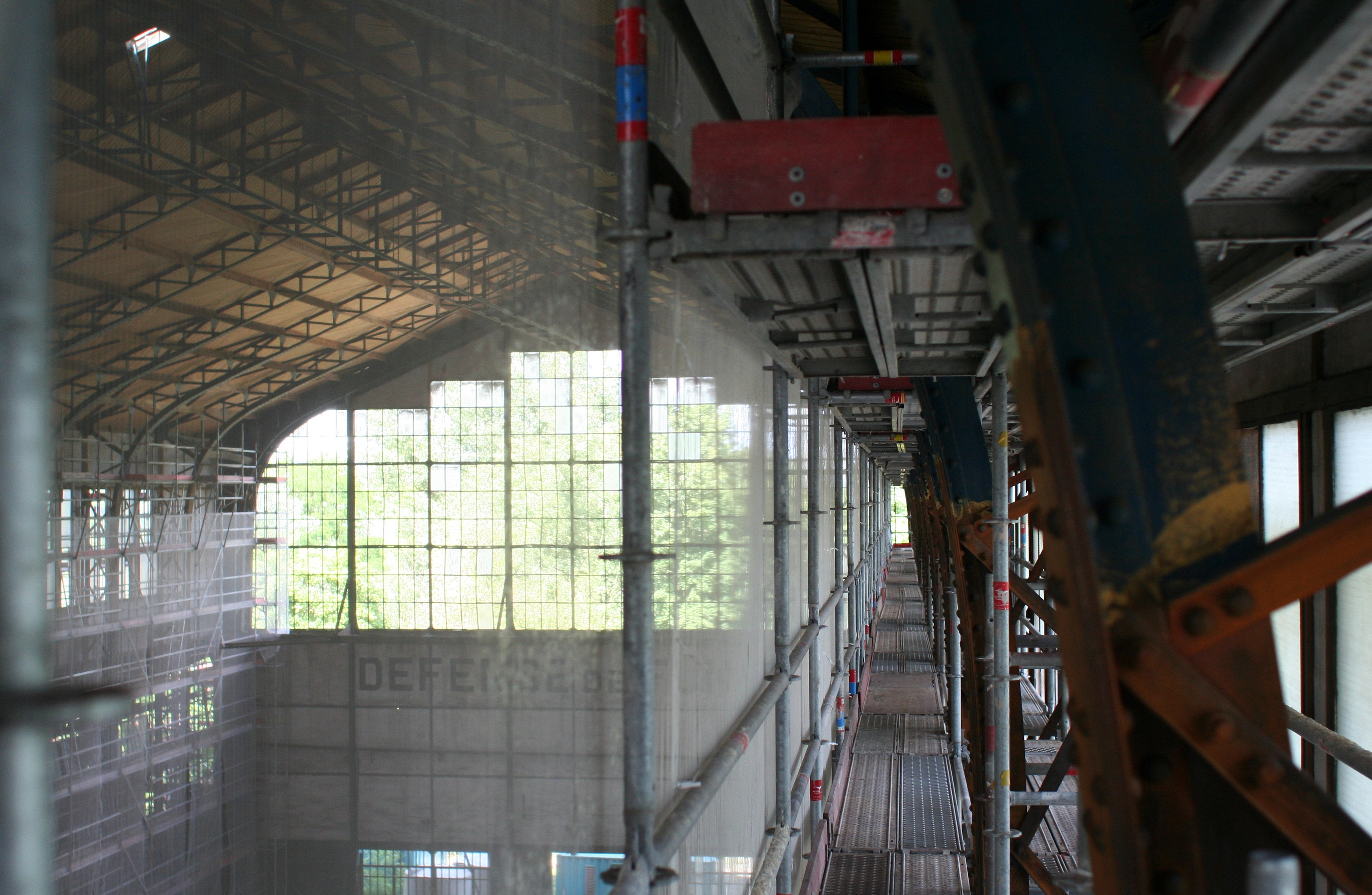
Intérieur en 2009
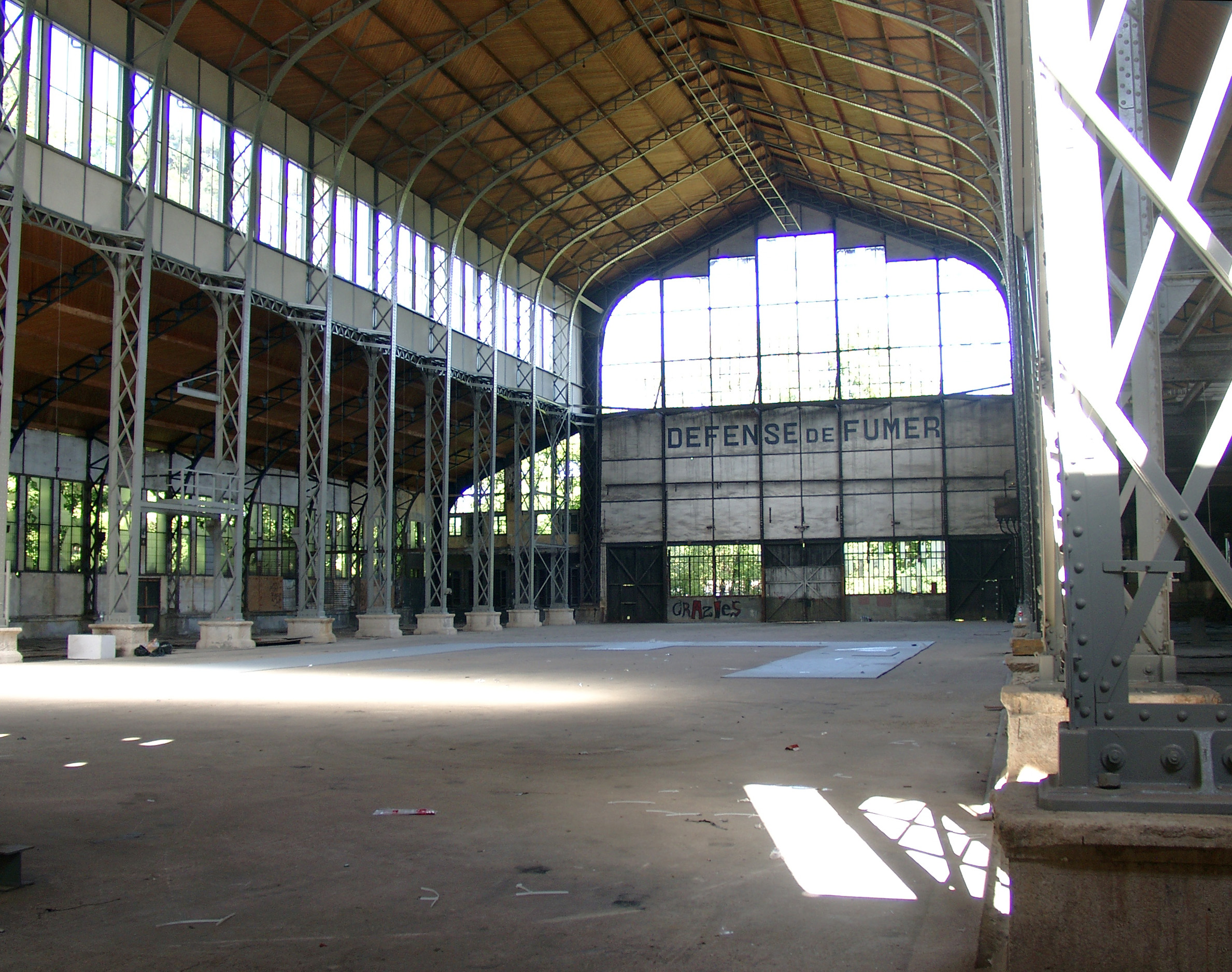
Intérieur en 2012
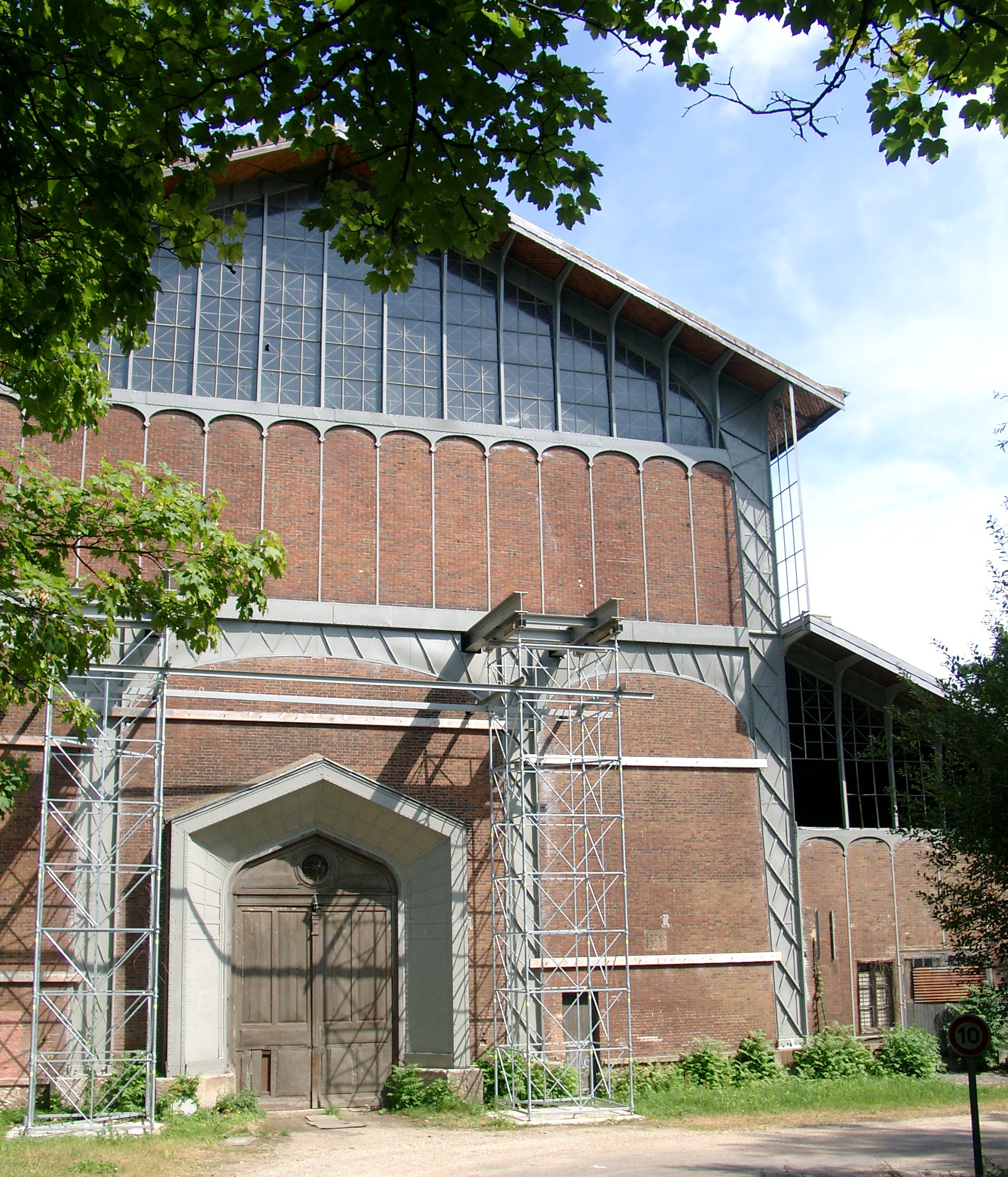
Arrière du bâtiment en 2012
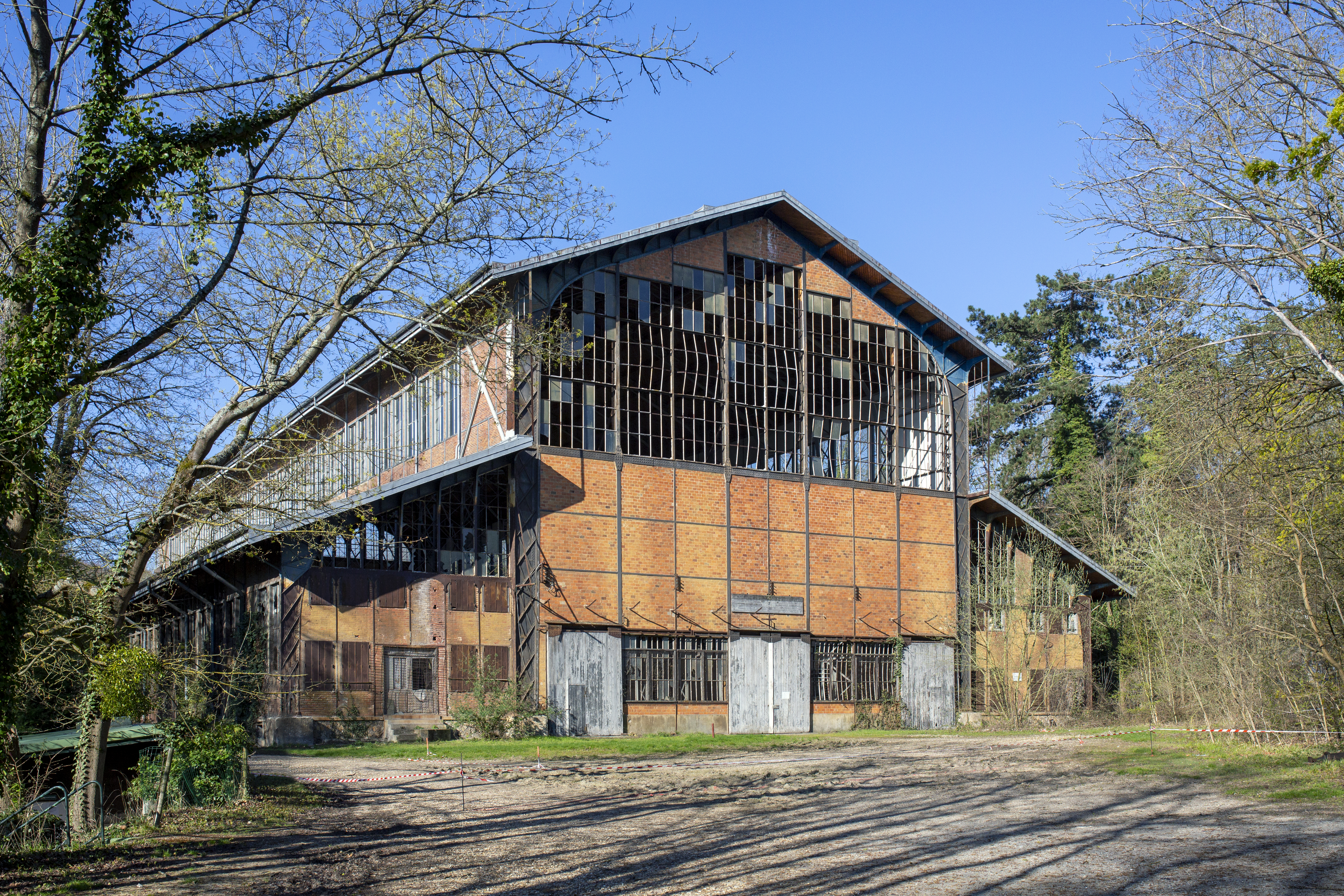
Extérieur en 2021

Le hangar Y en mai 2023
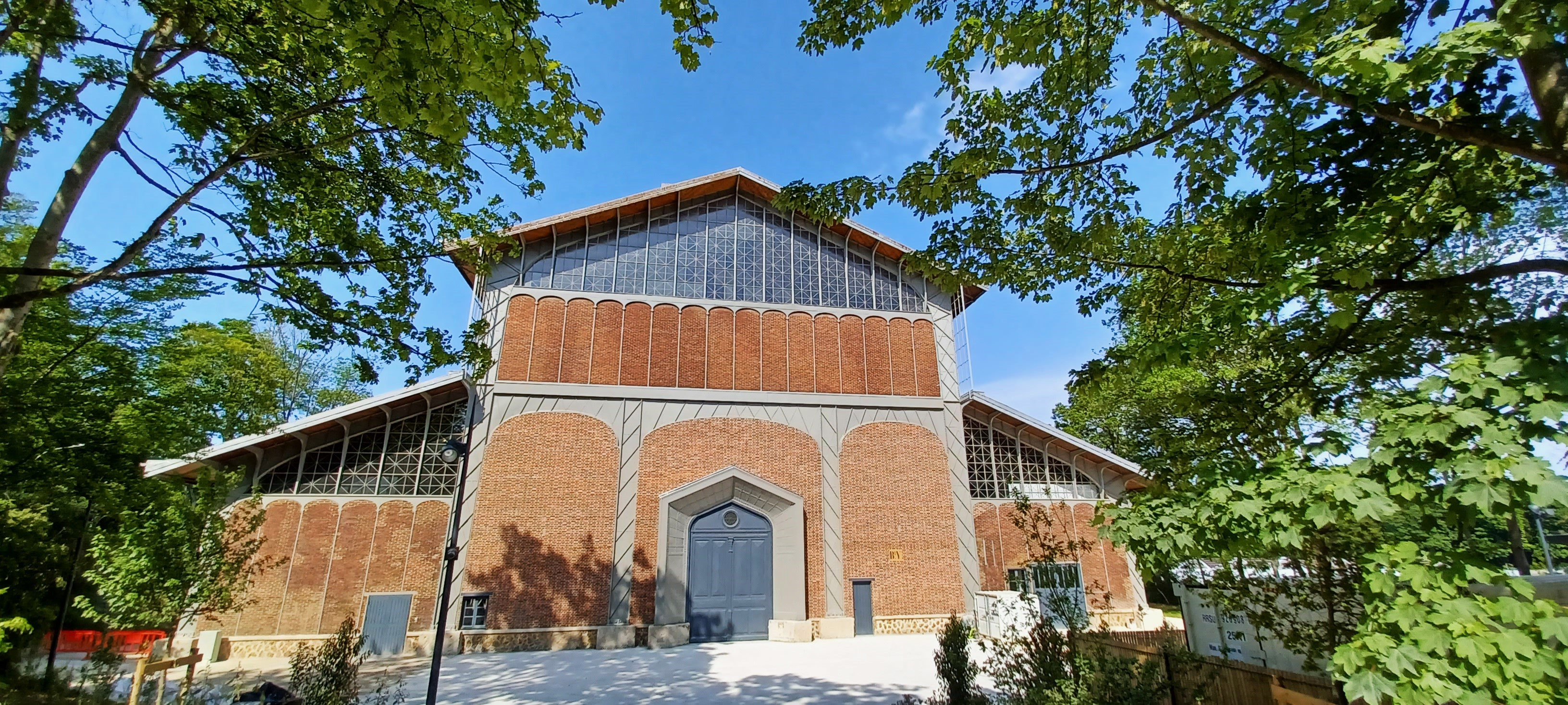
Vue de l'arrière du bâtiment.
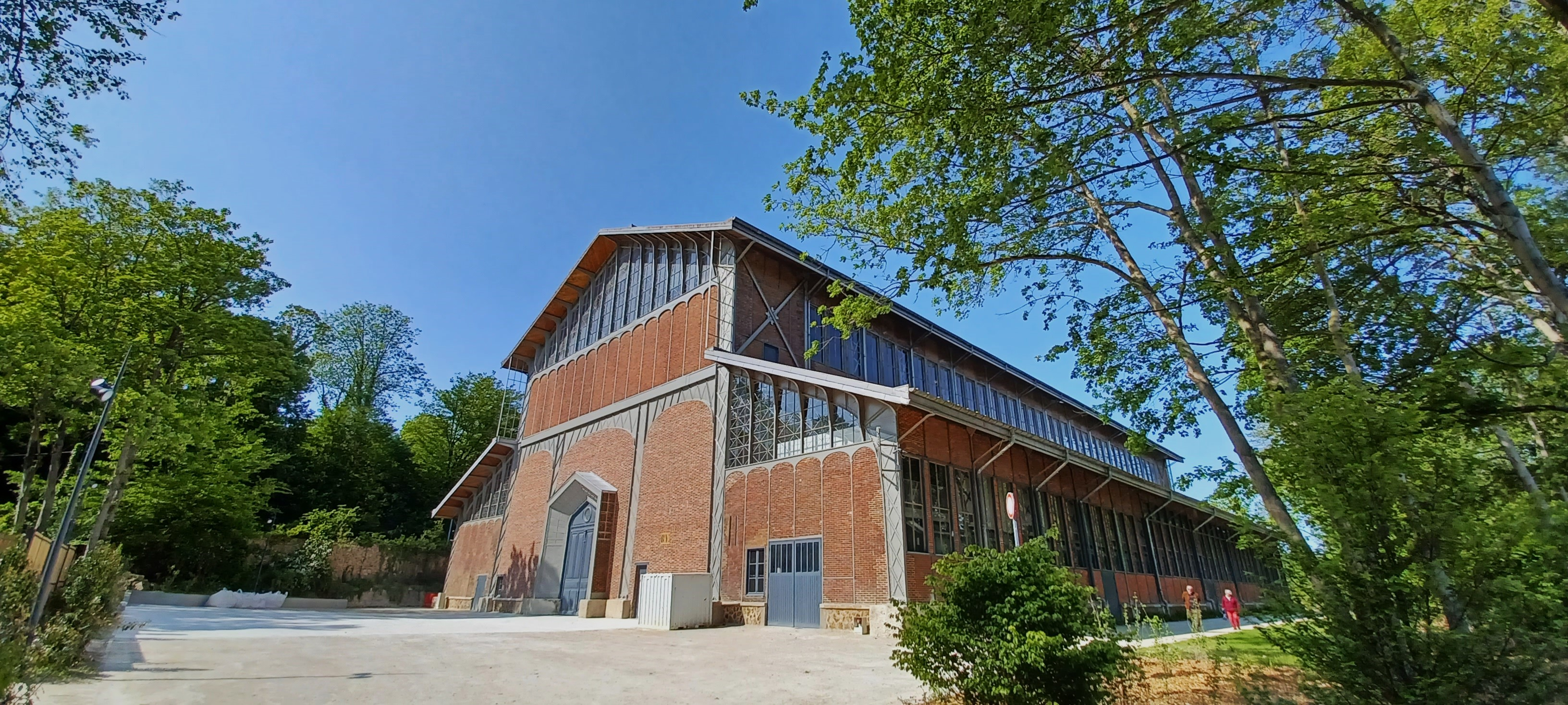
Hangar Y restauré.
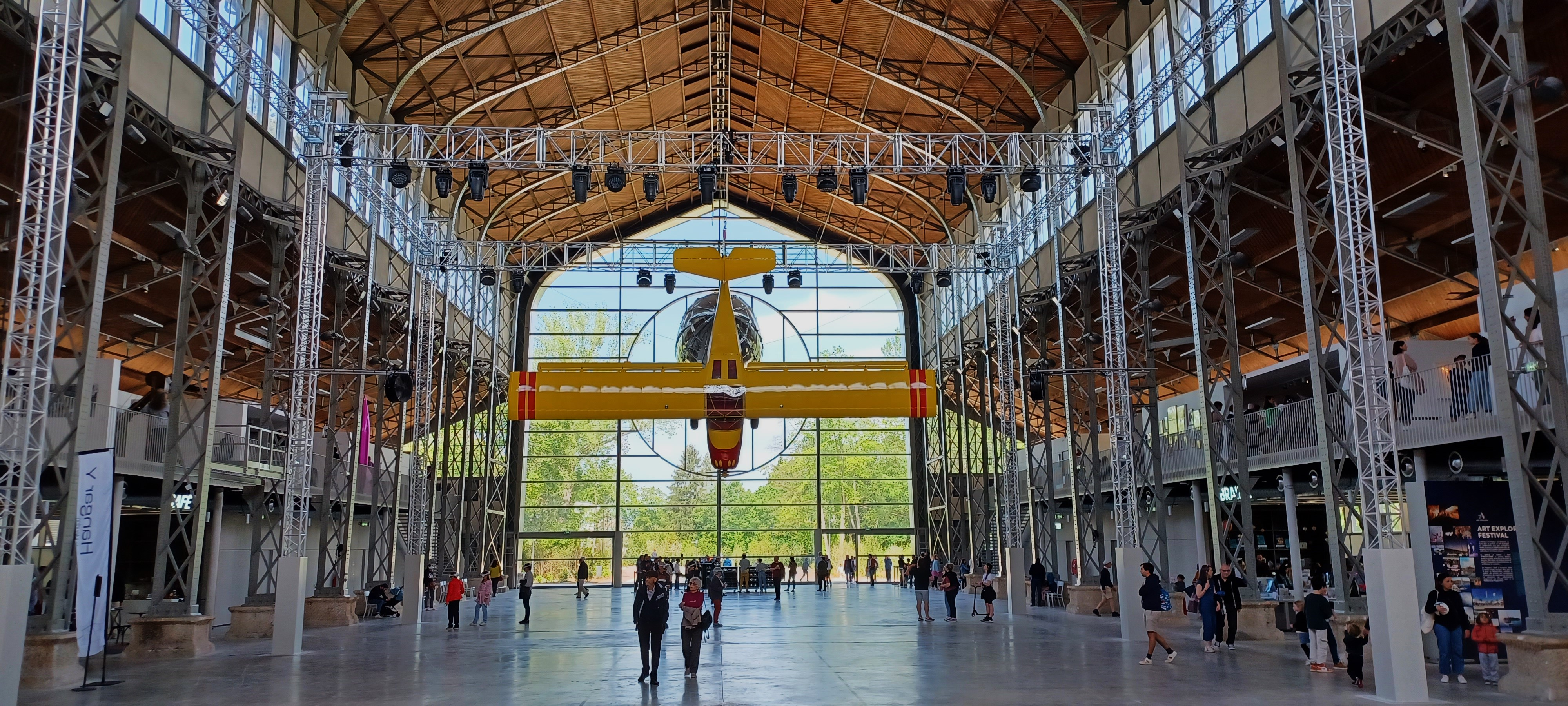
Intérieur rénové.
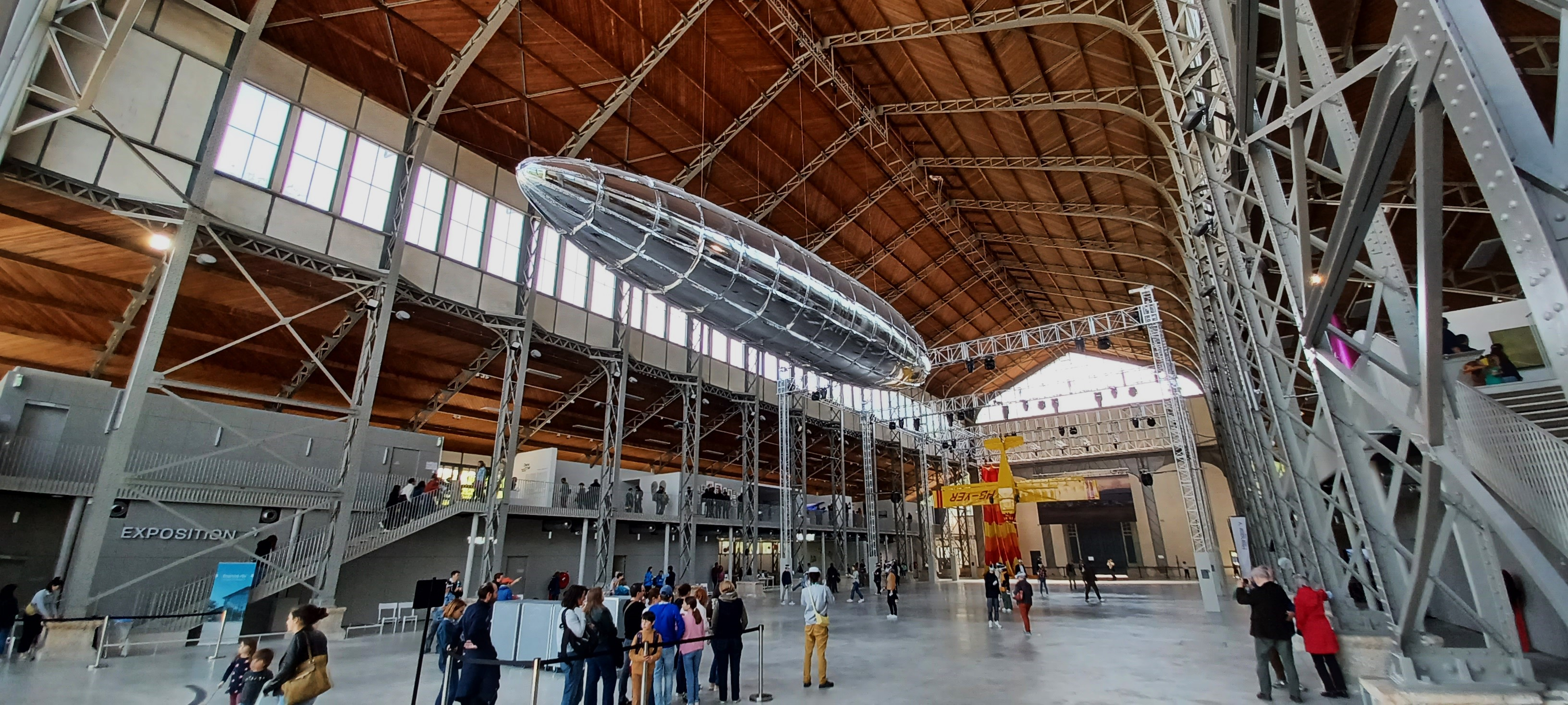
Intérieur rénové.

### Article connexe

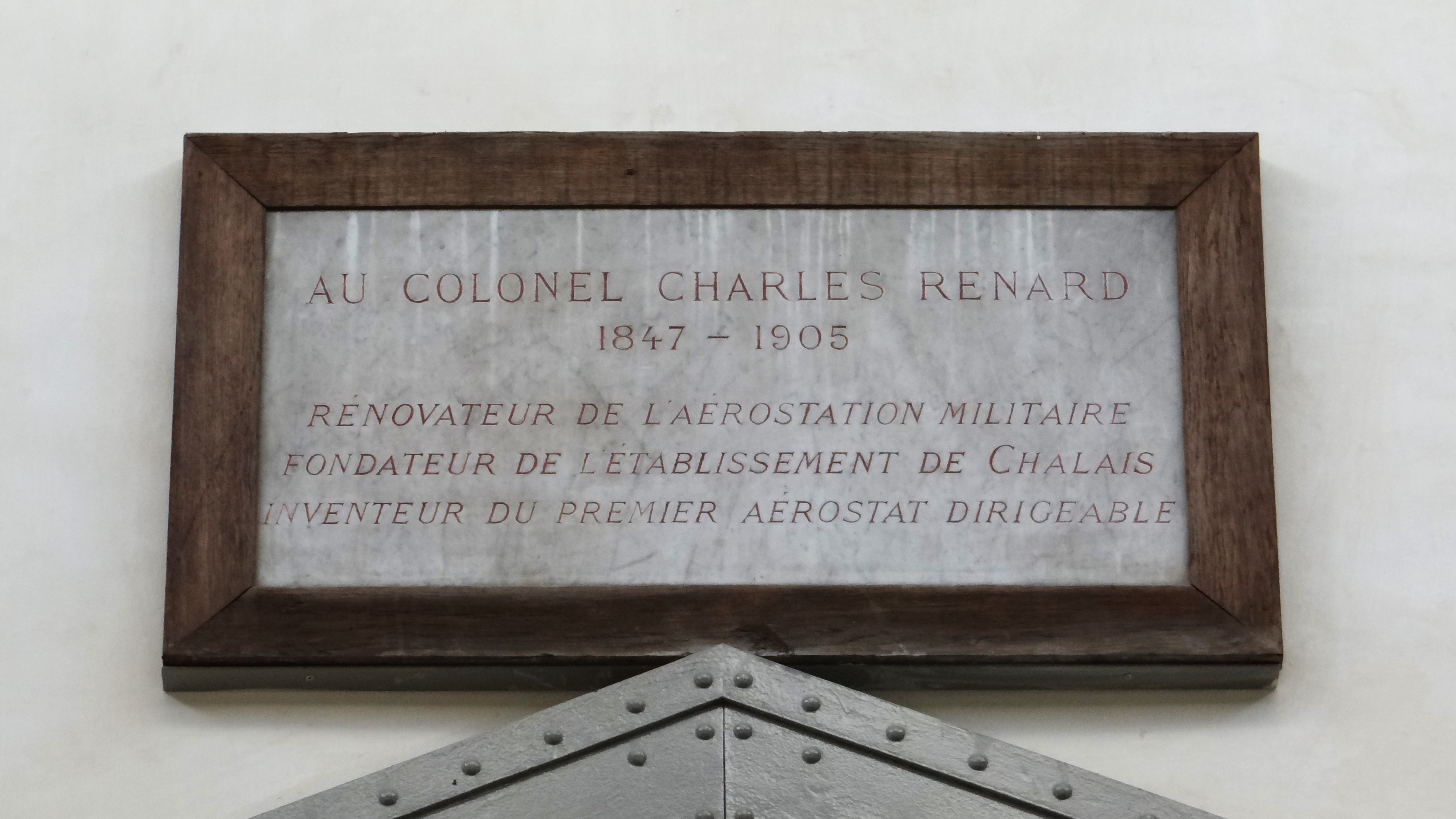
Plaque à Charles Renard dans le hangar Y.